# Guaricio
Guaricio es una casería española de la parroquia de Marcenado, perteneciente al municipio de Siero, en la comunidad autónoma de Asturias.

## Historia
Hacia mediados del siglo XIX, era referido como un lugar ya por entonces perteneciente a la parroquia de Marcenado, en el municipio de Siero. Aparece descrito en el noveno volumen del Diccionario geográfico-estadístico-histórico de España y sus posesiones de Ultramar de Pascual Madoz con las siguientes palabras:

GUARICIO: l. en la prov. de Oviedo, ayunt. de Siero y felig. de Sta. Cruz de Marcenado (V.).
(Madoz, 1847, p. 56)

En 2023, la entidad singular de población de Guaricio tenía empadronados 17 habitantes, todos ellos en el núcleo de población de ese nombre.